# Équipe des Pays-Bas féminine de basket-ball en fauteuil roulant
Actualités
L'équipe des Pays-Bas féminine de handibasket est la sélection qui représente les Pays-Bas dans les compétitions majeures de basket-ball en fauteuil roulant. Elle est, avec l'Allemagne, la nation européenne la plus titrée et l'une des nations majeures au niveau mondial avec huit titres européens (et 13 finales consécutives), deux titres mondiaux et un paralympique. Depuis 2021, la sélection est tenante des trois titres internationaux : championne du Monde 2018 (et 2022), championne d'Europe 2021 (et 2023) et championne paralympique en 2021.

## Palmarès

### Parcours paralympique

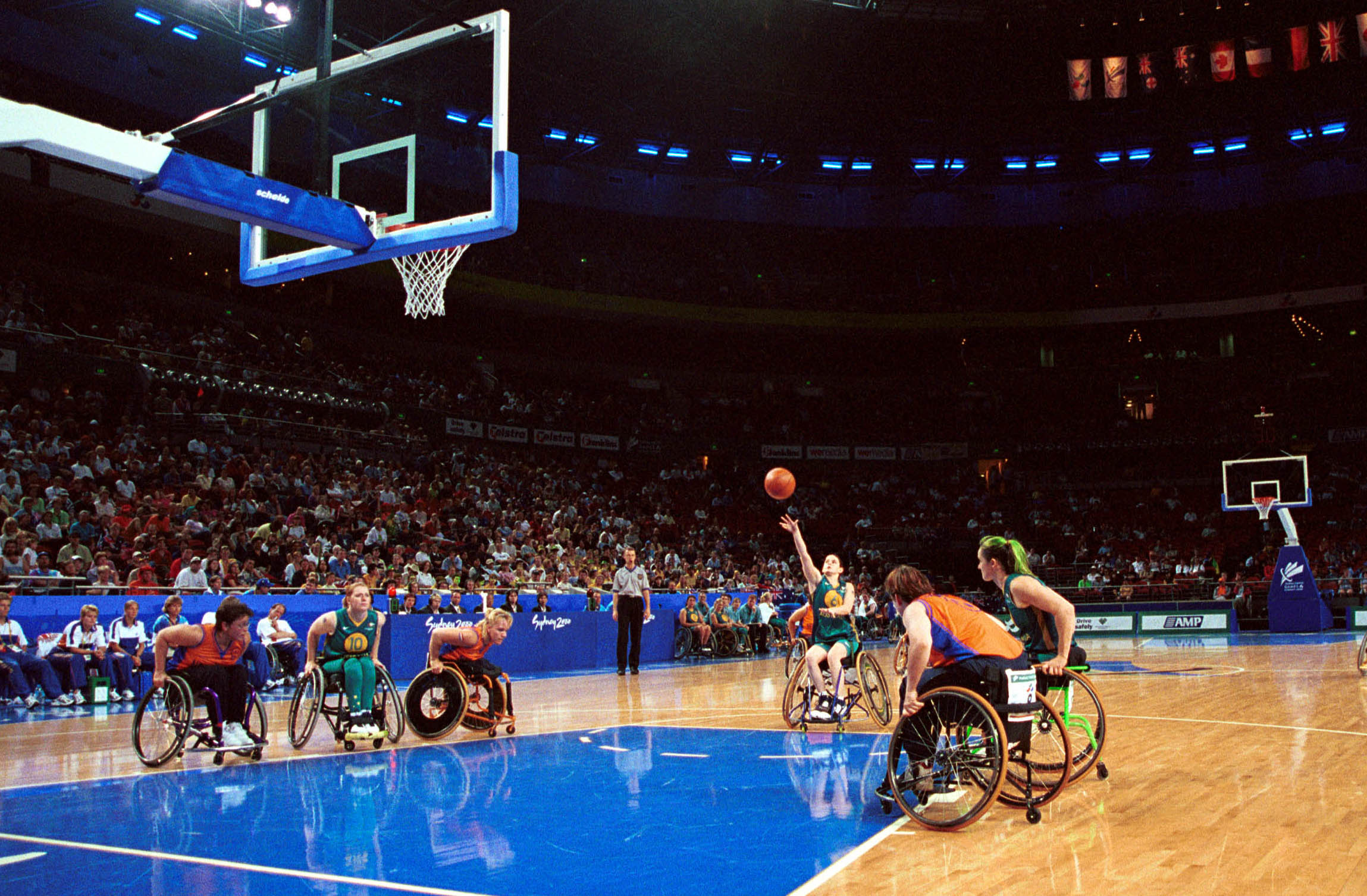
Contre l'Australie aux Jeux paralympiques de Sydney.

L'équipe des Pays-Bas a disputé deux finales paralympiques pour un titre remporté.
- 1988 :  Médaillée de bronze à  Séoul
- 1992 :  Médaillée de bronze à  Barcelone
- 1996 :  Médaillée d'argent à  Atlanta
- 2012 :  Médaillée de bronze à  Londres
- 2016 :  Médaillée de bronze à  Rio
- 2020 :  Médaillée d'or à  Tokyo
- 2024 :  Médaillée d'or à  Paris

### Palmarès aux Championnats du Monde
L'équipe des Pays-Bas n'a jamais dépassé le stade des demi-finales, atteintes à deux reprises, avant 2018 et son titre mondial.
- 1994 : 4e place à  Stoke Mandeville
- 2014 :  Médaillée de bronze à  Toronto
- 2018 :  Médaillée d'or à  Hambourg
- 2022 :  Médaillée d'or à  Dubaï

### Palmarès européen
Les Pays-Bas ont disputé toutes les finales entre 1989 et 2013, soit 12 finales consécutives (il n'y a pas eu de championnat en 2001, faute d'organisateur). Seule Israël a réussi à les priver de la finale en 1987.
- 1987 :  Médaillée de bronze aux Championnats d'Europe à  Lorient
- 1989 :  Médaillée d'or aux Championnats d'Europe à  Charleville-Mézières
- 1991 :  Médaillée d'argent aux Championnats d'Europe à  El Ferrol
- 1993 :  Médaillée d'or aux Championnats d'Europe à  Berlin
- 1995 :  Médaillée d'or aux Championnats d'Europe à  Delden
- 1997 :  Médaillée d'or aux Championnats d'Europe à  Madrid
- 1999 :  Médaillée d'argent aux Championnats d'Europe à  Roermond
- 2003 :  Médaillée d'argent aux Championnats d'Europe à  Hambourg
- 2005 :  Médaillée d'argent aux Championnats d'Europe à  Villeneuve-d'Ascq
- 2007 :  Médaillée d'argent aux Championnats d'Europe à  Wetzlar
- 2009 :  Médaillée d'argent aux Championnats d'Europe à  Stoke Mandeville
- 2011 :  Médaillée d'argent aux Championnats d'Europe à  Nazareth
- 2013 :  Médaillée d'or aux Championnats d'Europe à  Francfort-sur-le-Main
- 2015 :  Médaillée d'argent aux Championnats d'Europe à  Worcester
- 2017 :  Médaillée d'or aux Championnats d'Europe à  Adeje
- 2019 :  Médaillée d'or aux Championnats d'Europe à  Rotterdam
- 2021 :  Médaillée d'or aux Championnats d'Europe à  Madrid
- 2023 :  Médaillée d'or aux Championnats d'Europe à  Rotterdam

## Joueuses célèbres ou marquantes
- Jiske Griffioen (Jeux paralympiques 2000, aujourd'hui tenniswoman numéro 2 mondiale)
- Bo Kramer (nl)
- Mariska Beijer (nl)